# 1872
1872. је била проста година.

## Догађаји

### Јануар
- 2. јануар — Бригам Јанг ухапшен због бигамије (25 жена).
- 7. јануар — Изашао је први српски позоришни лист Позориште, који је покренуло Српско народно позориште у Новом Саду. Лист је излазио до 1908.

### Фебруар
- 20. фебруар — отворен је Музеј Метрополитен у Њујорку.

### Март
- 1. март — Основан је Национални парк Јелоустоун, први национални парк у свету.

### Мај
- 4. мај — ФК Ренџерс су одиграли прву утакмицу икада на јавним теренима у парку Глазгов Грин.
- 22. мај — Реконструкција: амерички председник Јулисиз Симпсон Грант потписује Закон о амнестији 1872. године, враћање пуна грађанска права свима, али је имао тек око 500 симпатизера из Конфедеративних Америчких Држава.

### Јул
- 4. јул — монашки ред Дружба Исусова је постао противзаконит у Немачком царству.
- 20. јул — Канадски федерални избори 1872.

### Септембар
- 2. септембар — У Хагу је почео Пети конгрес Прве интернационале на којем је одлучено да се седиште Интернационале премести у САД, где су постојали услови легалног деловања.

### Октобар
- 16. октобар — Сима Лозанић је постављен за суплента хемије и хемијске технологије на Великој школи у Србији на катедри коју је до тада водио Михаило Рашковић.

### Новембар
- 30. новембар — одиграна је прва међународна утакмица у Hamilton Crescent код Глазгова. Репрезентације Енглеске и Шкотске играле су 0:0.

## Рођења

### Јануар
- 26. јануар — Артур Блејк, амерички атлетичар (†1944)

### Фебруар
- 24. фебруар — Џон Артур Џарвис, енглески пливач и двоструки олимпијски победник на Летњим олимпијским играма 1900. у Паризу (†1933)

### Март
- 1. март — Драгомир Глишић, српски сликар и ратни фотограф (†1957)

### Мај
- 13. март — Јозеф Роземајер, немачки бициклиста. (†1919)

### Април
- 9. април — Живојин Ђорђевић, српски биолог и зоолог (†1957)
- 18. април — Бета Вукановић, српска сликарка (†1972)

### Мај
- 18. мај — Бертранд Расел,  британски филозоф и математичар (†1970)

### Јун
- 21. јун — Мухамед Али Шах, персијски краљ

### Јул
- 1. јул — Луј Блерио, француски инжењер и летач (†1936)
- 4. јул — Калвин Кулиџ, 30. председник САД. (†1933)
- 16. јул — Роалд Амундсен, норвешки истраживач. (†1928)
- 23. јул — Владимир Алексић, српски пилот и лекар (†1911)
- 27. јул — Станислав Бинички, српски композитор, диригент и педагог (†1942)

### Август
- 13. август — Рихард Мартин Вилштетер, немачки хемичар (†1942)

- 18. август — Адолф Шмал, аустријски бициклиста. (†1919)
- 21. август — Обри Бирдсли, енглески цртач и илустратор (†1898)

### Септембар
- 18. септембар — Карл XV, шведско-норвешки краљ

### Октобар
- 5. октобар — Карл Гале, немачки атлетичар (†1963)

### Новембар
- 6. новембар — Џорџ Мид, амерички генерал
- 13. новембар — Бернард Кнубел, немачки бициклиста. (†1957)
- 27. новембар — Никола Вулић, српски историчар, класични филолог и археолог (†1945)

## Смрти

### Фебруар
- 17. фебруар — Алекса Симић, српски политичар (*1800)

### Март
- 10. март — Ђузепе Мацини, италијански револуционар и политичар (*1805)

### Април
- 2. април — Семјуел Морзе, амерички проналазач и сликар, његови изуми су телеграф и Морзеова азбука (*1791)
- 20. април — Људевит Гај, хрватски лингвиста и новинар

### Јун
- 4. јун — Јохан Рудолф Торбеке, холандски државник (*1798)

### Јул
- 18. јул — Бенито Хуарез, председник Мексика (*1806)

### Август
- 18. август — Петар Прерадовић, српски и хрватски песник и словенофил (*1818)

### Септембар
- 13. септембар — Лудвиг Фојербах, немачки филозоф и антрополог (*1804)
- 18. септембар — Карл XV Шведски, краљ Шведске и краљ Норвешке (*1826)

### Октобар
- 3. октобар — Михаило Рашковић, српски хемичар (*1827)